# 弗雷德里克·彼得森
弗雷德里克·彼得森（瑞典語：Fredrik Petersen，1983年8月27日—），瑞典男子手球运动员。他曾代表瑞典参加2012年和2016年夏季奥林匹克运动会手球比赛，其中2012年奥运会获得一枚银牌。